# Кизилжар (Беїмбета Майліна район)
Кизилжа́р (каз. Қызылжар) — село у складі району Беїмбета Майліна Костанайської області Казахстану. Входить до складу Асенкрітовського сільського округу.
Населення — 239 осіб (2021; 410 у 2009, 381 у 1999, 400 у 1989).